# Yū Kijima
Yū Kijima (木島 悠 Kijima Yū?, nacido el 18 de mayo de 1986 en Hyogo) es un futbolista japonés que se desempeñaba como delantero.

## Trayectoria

### Clubes
| Club            | País  | Año         |
| --------------- | ----- | ----------- |
| Shimizu S-Pulse | Japón | 2009 - 2011 |
| Oita Trinita    | Japón | 2012 - 2014 |
| Verspah Oita    | Japón | 2015 -      |

## Estadística de carrera

### J. League
| Club            | Año   | J. League | J. League | Copa J. League | Copa J. League | Total | Total |
| Club            | Año   | Part.     | Goles     | Part.          | Goles          | Part. | Goles |
| --------------- | ----- | --------- | --------- | -------------- | -------------- | ----- | ----- |
| Shimizu S-Pulse | 2009  | 0         | 0         | 1              | 0              | 1     | 0     |
| Shimizu S-Pulse | 2010  | 0         | 0         | 0              | 0              | 0     | 0     |
| Shimizu S-Pulse | 2011  | 0         | 0         | 0              | 0              | 0     | 0     |
| Oita Trinita    | 2012  | 28        | 4         | -              | -              | 28    | 4     |
| Oita Trinita    | 2013  | 11        | 1         | 3              | 1              | 14    | 2     |
| Oita Trinita    | 2014  | 13        | 1         | -              | -              | 13    | 1     |
| Total           | Total | 52        | 6         | 4              | 1              | 56    | 7     |